# Xiaojingyi
Xiaojingyi, född 1492, död 1535, var en kinesisk kejsarinna, gift med Zhengde-kejsaren. Hon kom från Nanking. Hon valdes år 1506 ut till att bli kejsarens gemål och första rangen, och fick därmed titeln kejsarinna. Hon fick inga barn. När maken avled och efterträddes av sin kusin, gav den nye kejsaren henne en kejsarinnetitel. 